# Rally de Zlín de 2010
El Rally de Zlín de 2010, oficialmente 41. Barum Czech Rally Zlín 2010, fue la 40.ª edición, la séptima ronda de la temporada 2010 del IRC y la novena ronda de la temporada 2010 del Campeonato de Europa de Rally. Se celebró del 27 al 29 de agosto y contó con un itinerario de diecisiete tramos sobre asfalto que sumaban un total de 265,26 km cronometrados.
La prueba celebró su cuadragésimo aniversario en una edición marcada por el mal tiempo por lo que se convirtió en una dura prueba para los pilotos con numerosos abandonos y accidentes. Los protagonistas fueron el belga Freddy Loix y el francés Bryan Bouffier este último que cometió un error que le hizo perder casi diez minutos dejando en solitario a Loix que consiguió su segunda victoria en Zlín. El podio formado por tres Škoda Fabia S2000, lo completaron Juho Hänninen y Pavel Valousek.

## Itinerario
| Día   | Tramo | Hora  | Nombre          | Distancia | Ganador        | Tiempo  | Líder rally    |
| ----- | ----- | ----- | --------------- | --------- | -------------- | ------- | -------------- |
| Día 1 | SS1   | 21:15 | SSS Zlín        | 9.36km    | Jan Kopecký    | 7:15.0  | Jan Kopecký    |
| Día 2 | SS2   | 9:48  | Biskupice 1     | 9.01km    | Jan Kopecký    | 5:02.8  | Jan Kopecký    |
| Día 2 | SS3   | 10:31 | Zádveřice 1     | 14.95km   | Jan Kopecký    | 7:49.5  | Jan Kopecký    |
| Día 2 | SS4   | 11:24 | Semetín 1       | 11.71km   | Juho Hänninen  | 7:02.8  | Jan Kopecký    |
| Día 2 | SS5   | 11:52 | Troják 1        | 29.09km   | Bryan Bouffier | 16:54.9 | Jan Kopecký    |
| Día 2 | SS6   | 14:55 | Biskupice 2     | 9.01km    | Pavel Valoušek | 5:17.3  | Jan Kopecký    |
| Día 2 | SS7   | 15:38 | Zádveřice 2     | 14.95km   | Jan Kopecký    | 8:07.6  | Jan Kopecký    |
| Día 2 | SS8   | 16:31 | Semetín 2       | 11.71km   | Juho Hänninen  | 7:11.3  | Jan Kopecký    |
| Día 2 | SS9   | 16:59 | Troják 2        | 29.09km   | Freddy Loix    | 17:00.9 | Jan Kopecký    |
| Día 3 | SS10  | 8:28  | Halenkovice 1   | 24.90km   | Pavel Valoušek | 13:12.1 | Jan Kopecký    |
| Día 3 | SS11  | 9:11  | Kudlovice 1     | 11.39 km  | Bryan Bouffier | 6:04.5  | Jan Kopecký    |
| Día 3 | SS12  | 9:59  | Velký Ořechov 1 | 7.14 km   | Jan Kopecký    | 3:48.9  | Jan Kopecký    |
| Día 3 | SS13  | 10:27 | Pindula 1       | 19.76 km  | Pavel Valoušek | 10:31.6 | Jan Kopecký    |
| Día 3 | SS14  | 12:45 | Halenkovice 2   | 24.90 km  | Freddy Loix    | 13:44.0 | Bryan Bouffier |
| Día 3 | SS15  | 13:28 | Kudlovice 2     | 11.39 km  | Bryan Bouffier | 6:05.4  | Bryan Bouffier |
| Día 3 | SS16  | 14:16 | Velký Ořechov 2 | 7.14 km   | Juho Hänninen  | 4:06.7  | Freddy Loix    |
| Día 3 | SS17  | 14:44 | Pindula 2       | 19.76 km  | Pavel Valoušek | 10:42.4 | Freddy Loix    |

## Clasificación final
| Pos.                 | Piloto             | Copiloto          | Automóvil                | Tiempo    | Diferencia | Puntos |
| IRC                  | IRC                | IRC               | IRC                      | IRC       | IRC        | IRC    |
| -------------------- | ------------------ | ----------------- | ------------------------ | --------- | ---------- | ------ |
| 1.                   | Freddy Loix        | Fréderic Miclotte | Škoda Fabia S2000        | 2:31:31.0 | 0.0        | 10     |
| 2.                   | Juho Hänninen      | Mikko Markkula    | Škoda Fabia S2000        | 2:31:56.0 | +25.0      | 8      |
| 3.                   | Pavel Valoušek     | Zdeněk Hrůza      | Škoda Fabia S2000        | 2:32:51.2 | +1:20.2    | 6      |
| 4.                   | Kris Meeke         | Paul Nagle        | Peugeot 207 S2000        | 2:33:28.6 | +1:57.6    | 5      |
| 5.                   | Andreas Mikkelsen  | Ola Fløene        | Ford Fiesta S2000        | 2:34:04.9 | +2:33.9    | 4      |
| 6.                   | Václav Pech junior | Petr Uhel         | Mitsubishi Lancer Evo IX | 2:34:38.4 | +3:07.4    | 3      |
| 7.                   | Guy Wilks          | Phil Pugh         | Škoda Fabia S2000        | 2:35:12.1 | +3:41.1    | 2      |
| 8.                   | Jaromír Tarabus    | Daniel Trunkát    | Ford Fiesta S2000        | 2:36:49.0 | +5:18.0    | 1      |
| 9.                   | Tomáš Kostka       | Vít Houšť         | Škoda Fabia S2000        | 2:37:44.1 | +6:13.1    |        |
| 10.                  | Bryan Bouffier     | Xavier Panseri    | Peugeot 207 S2000        | 2:38:23.2 | +6:52.2    |        |
| Campeonato de Europa |                    |                   |                          |           |            |        |
| 1. (10.)             | Bryan Bouffier     | Xavier Panseri    | Peugeot 207 S2000        | 2:38:23.2 |            | 37     |
| 2. (12.)             | Antonín Tlusťák    | Jan Škaloud       | Peugeot 207 S2000        | 2:39:26.3 | +1:03.1    | 28     |
| 3. (16.)             | Roman Odložilík    | Martin Tureček    | Škoda Fabia S2000        | 2:42:07.3 | +3:44.1    | 23     |

| Predecesor: Madeira 2010 | ERC 2010 | Sucesor: Príncipe 2010 |
| Predecesor: Madeira 2010 | IRC 2010 | Sucesor: San Remo 2010 |